# Administratorzy Tokelau

## Lista administratorówTokelau
| Administrator           | Urzędowanie          | Urzędowanie          |
| Administrator           | Objął urząd          | Złożył urząd         |
| ----------------------- | -------------------- | -------------------- |
| Guy Richardson Powles   | 1949                 | luty 1960            |
| John Bird Wright        | luty 1960            | 31 marca 1965        |
| Owston Paul Gabites     | czerwiec 1965        | 1968                 |
| Richard Basil Taylor    | 1968                 | 1971                 |
| Duncan MacIntyre        | 1971                 | 1972                 |
| Matiu Rata              | 1972                 | 1973                 |
| William Gray Thorpe     | 1973                 | 1975                 |
| Frank Henry Corner      | 1975                 | 1984                 |
| Harold Huyton Francis   | 1984                 | 1988                 |
| Neil Walter             | luty 1988            | 1990                 |
| Graham Ansell           | 1990                 | styczeń 1992         |
| Brian Absolum           | styczeń 1992         | marzec 1993          |
| Lindsay Watt            | marzec 1993          | 28 lutego 2003       |
| Neil Walter             | 1 marca 2003         | 17 października 2006 |
| David Payton            | 17 października 2006 | 2009                 |
| John Allen (p.o.)       | 2009                 | 2011                 |
| Jonathan Kings          | 2011                 | 2015                 |
| Linda Te Puni           | 2015                 | 2016                 |
| David Nicholson         | 2017                 | sierpień 2017        |
| Brook Barrington (p.o.) | sierpień 2017        | nadal                |

## Źródła
- Tokelau. Rulers.org. [dostęp 2017-08-15]. (ang.).